# BGL Luxembourg Open 2013
BGL Luxembourg Open 2013 — жіночий тенісний турнір, що проходив на закритих кортах з твердим покриттям за підтримки BNP Paribas. Це був 18-й турнір BGL Luxembourg Open. Належав до категорії International в рамках Туру WTA 2013. Відбувся in Люксембург (Люксембург) з 14 до 20 жовтня 2013 року. 

## Учасниці основної сітки в одиночному розряді

### Сіяні учасниці
| Країна    | Гравчиня          | Рейтинг1 | Сіяна |
| --------- | ----------------- | -------- | ----- |
| Данія     | Каролін Возняцкі  | 9        | 1     |
| США       | Слоун Стівенс     | 12       | 2     |
| Німеччина | Сабіне Лісіцкі    | 14       | 3     |
| Бельгія   | Кірстен Фліпкенс  | 19       | 4     |
| Чехія     | Луціє Шафарова    | 28       | 5     |
| Німеччина | Мона Бартель      | 34       | 6     |
| Канада    | Ежені Бушар       | 35       | 7     |
| Сербія    | Бояна Йовановські | 37       | 8     |

- Рейтинг подано станом на 7 жовтня 2013

### Інші учасниці
Нижче наведено учасниць, які отримали вайлдкард на участь в основній сітці:
- Тімеа Бачинскі
- Менді Мінелла
- Гезер Вотсон

Нижче наведено гравчинь, які пробились в основну сітку через стадію кваліфікації:
- Sesil Karatancheva
- Крістіна Кучова
- Катажина Пітер
- Тереза Сміткова

### Відмовились від участі
До початку турніру
- Сорана Кирстя
- Юлія Гергес
- Медісон Кіз

### Знялись
- Стефані Фегеле (травма лівого стегна)

## Учасниці основної сітки в парному розряді

### Сіяні пари
| Країна   | Гравчиня             | Країна   | Гравчиня           | Рейтинг1 | Сіяна |
| -------- | -------------------- | -------- | ------------------ | -------- | ----- |
| Росія    | Надія Петрова        | Словенія | Катарина Среботнік | 7        | 1     |
| Франція  | Крістіна Младенович  | Польща   | Катажина Пітер     | 107      | 2     |
| Іспанія  | Лурдес Домінгес Ліно | Румунія  | Моніка Нікулеску   | 132      | 3     |
| Хорватія | Дарія Юрак           | Чехія    | Рената Ворачова    | 135      | 4     |

- 1 Рейтинг подано станом на 7 жовтня 2013

### Інші учасниці
Нижче наведено пари, які отримали вайлдкард на участь в основній сітці:
- Менді Мінелла /  Стефані Фегеле

### Знялись
- Полона Герцог (травма правого грудного ребра)

## Переможниці та фіналістки

### Одиночний розряд
- Каролін Возняцкі —  Анніка Бек, 6–2, 6–2

### Парний розряд
- Штефані Фогт /  Яніна Вікмаєр —  Крістіна Барруа /  Лаура Торп, 7–6(7–2), 6–4